# Théâtre Déjazet
Théâtre Déjazet je divadlo v Paříži ve 3. obvodu na Boulevardu du Temple.

## Historie
Budoucí král Karel X. pověřil v roce 1786 architekta Françoise Josepha Bélangera vybudovat hernu na kulečník a jeu de paume. Po Francouzské revoluci prošla budova různým využitím a chátrala.
V roce 1852 obdrželi zpěváci, bratři Mayerovi povolení zřídit na Rue du Temple vlastní tančírnu, kterou nazvali Les Folies Mayer. V roce 1854 převzal podnik skladatel Hervé. Ten získal povolení přestavět jej na divadlo. To získalo po otevření nový název Les Folies-Concertantes. Hervé uváděl krátké hry skládané z komických skečí a písní. Popularitu získali především svými pantomimami Paul Legrand (1816–1894) a Charles Delaquis, kteří přešli z Théâtre des Funambules a Petit-Lazzari.
Novinář Louis Adrien Huart (1813–1865) a ředitel divadla Odéon Marie-Michel Altaroche převzali divadlo ještě téhož roku, rozšířili ho a otevřeli pod názvem Les Folies-Nouvelles. Hervé zde působil do roku 1857 jako umělecký šéf. Za jeho vedení zde uvedl v premiéře Jacques Offenbach svou jednoaktovku Oyayaye, ou la Reine des îsles.
V roce 1859 koupila divadlo herečka Virginie Déjazet (1798–1875) a pojmenovala ho po sobě – Théâtre Déjazet. Divadlo vedla spolu se svým synem a uváděli zde operety, vaudeville, komedie a revue. V roce 1862 nechal baron Haussmann během přestavby Paříže kvůli rozšíření Place de la République strhnout téměř všechny budovy na této straně ulice. Théâtre Déjazet přesto zůstalo stát a získalo číslo 41. Za Pařížské komuny v roce 1871 divadlo nehrálo, protože vojáci přehradili Boulevard du Temple barikádami a divadlo obsadili.
V roce 1876 došlo ke změně majitelů a divadlo získalo název Troisième-Théâtre-Français. Změnila se i kapacita divadla. Nový ředitel Hilarion Ballande (1820–1887) nechal zvětšit jeviště i hlediště, kam se nyní vešlo 1042 diváků.
Ballande opustil divadlo v roce 1880 a jeho nástupce se vrátil k názvu Théâtre Déjazet. Divadlo fungovalo nepřetržitě až do roku 1939, kdy byl sál přeměněn na kino. Byly uzavřeny balkóny a instalováno promítací plátno. Nicméně kino bylo uzavřeno již roku 1940 na počátku okupace Francie a znovu bylo otevřeno až po skončení války. V roce 1964 bylo kino přejmenováno z Déjazet na Le France. V roce 1977 kino změnilo provozovatele i název na Déjazet Music-Hall. Budova prošla celkovou rekonstrukcí. Nicméně bylo uzavřeno a provoz byl obnoven až roku 1981. Budova sloužila jako kino i koncertní sál, kde vystupovali např. Steve Lacy, Vince Taylor nebo skupina Téléphone.
V roce 1985 došlo opět ke změněn provozovatele. Hudebníci Jacky Joel-Julien a Hervé Trinquier změnili název na TLP-Déjazet, tj. Theatre, Lyrique and Poesy či Théâtre Libertaire de Paris (anarchistické pařížské divadlo). Od roku 1992 divadlo funguje opět pod názvem Théâtre Déjazet.
Od roku 1990 je budova divadla chráněna jako historická památka.